# Les Trois Royaumes (conte)

Les Trois Royaumes (de cuivre, d'argent et d'or) (en russe : Три царства — медное, серебряное и золотое) est un conte appartenant au folklore slave oriental et russe en particulier, bien que le thème se retrouve dans la tradition d'autres pays, slaves ou non (on le retrouve notamment dans Les Mille et Une Nuits). C'est un des contes pour lesquels on a trouvé le plus grand nombre de variantes : on en a recensé 144 versions russes, 58 ukrainiennes et 32 biélorusses. Afanassiev en a rapporté douze dans son recueil des Contes populaires russes. Trois de ces versions, numérotées originellement 71a, 71b et 71c par Afanassiev, sont reprises dans l'édition russe de 1984-85, publiée sous la direction de L.G. Barag et N.V. Novikov (mais plusieurs autres contes s'en rapprochent),  ;  on les retrouve dans l'édition française traduite et présentée par Lise Gruel-Apert (nos 91, 92 et 93). Le conte correspond au type 301 (« Les Trois Princesses enlevées ») dans la classification Aarne-Thompson-Uther.

## Thème général

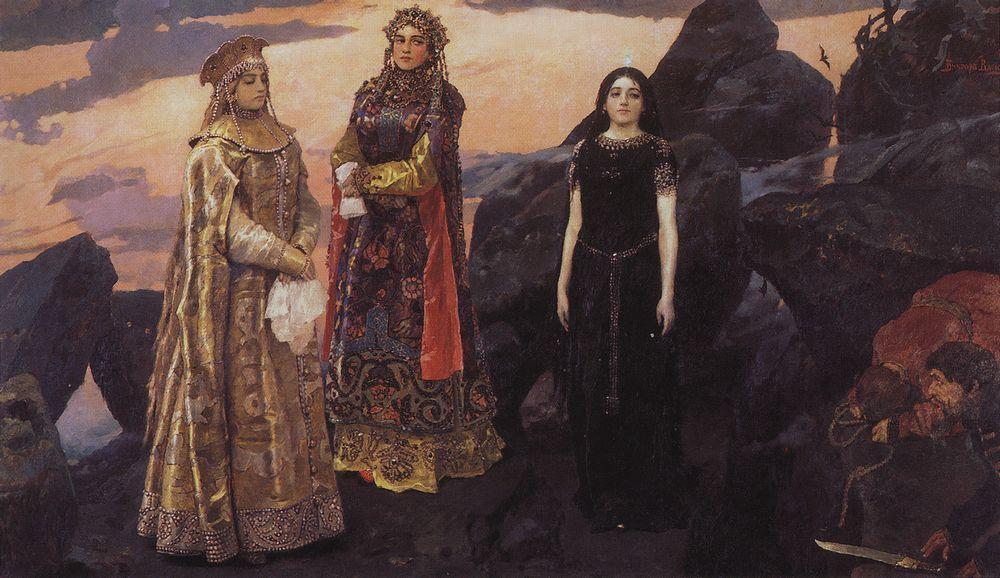
Les trois tsarines du royaume souterrain, par Viktor Vasnetsov

Le thème général est celui d'une quête, soit d'une fiancée, soit d'une tsarine enlevée, au travers de trois royaumes, respectivement de cuivre, d'argent et d'or, qui se trouvent dans un autre monde (soit souterrain, soit au sommet d'une montagne escarpée), et dans chacun desquels réside une princesse captive. Les princesses donnent au héros des objets magiques en sus de lui prodiguer des conseils, et lui demandent de les emmener lorsqu'il reviendra de sa quête.
De retour avec les princesses et/ou la tsarine, le héros est trahi par ses frères qui l'abandonnent dans l'autre monde. Il entame alors une nouvelle quête pour trouver un moyen de rentrer dans son pays. Il y parviendra grâce à divers auxiliaires, qui éventuellement l'aideront encore lorsqu'il devra affronter à son retour un troisième jeu d'épreuves, imposé cette fois par la princesse du royaume d'or, avant qu'il ne puisse enfin l'épouser.

## Première version (71a)
Cette version a été recueillie dans les environs de Pinega, dans l'oblast d'Arkhangelsk.
La plus ancienne version connue de ce conte est rapportée par l'auteur grec Conon le Mythographe. Le texte originel a été perdu, mais il nous est parvenu sous une forme résumée par Photius. On le retrouve dans le recueil indien ancien Vetālapañcaviṃśatikā (« Vingt-cinq contes du Vampire »). Il a fait l'objet d'une édition populaire en langue russe en 1782 sous le titre « Le Conte de la Montagne d'or, ou les Aventures merveilleuses d'Idan, prince oriental ». Un autre «  Conte des Royaumes d'or, d'argent et de cuivre », tiré lui aussi d'une édition populaire de la première moitié du XIXe siècle, a été reproduit par Afanassiev dans ses notes des premières éditions des Contes populaires russes.

### Résumé
Un vieux et une vieille ont trois fils, qu'ils envoient tour à tour à la recherche d'une fiancée. Chacun d'eux rencontre un dragon à trois têtes, qui lui promet qu'il obtiendra ce qu'il désire s'il parvient à retourner une grosse pierre. Seul le plus jeune fils, Ivachko (dit Zapetchnik, « de derrière le poêle ») réussit l'épreuve.

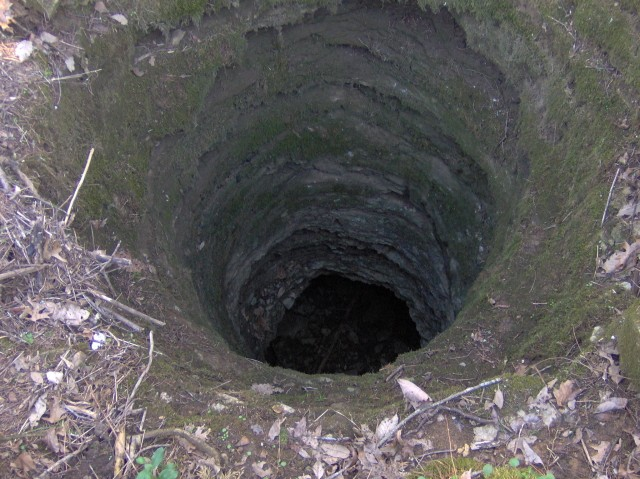
« À la place, apparut un trou qui s'enfonçait sous terre... »

La pierre dissimulait un trou qui s'enfonce sous terre, bordé de courroies. Ivachko descend en s'agrippant aux courroies et parvient dans un autre monde. Marchant droit devant lui, il arrive dans un royaume de cuivre, où il rencontre une belle fille à qui il propose de l'épouser. Celle-ci décline l'invitation et l'envoie plus loin, dans le royaume d'argent où vit une fille encore plus belle, mais non sans lui faire cadeau d'un anneau d'argent. Le même scénario se répète avec celle-ci, qui lui donne un anneau d'or et le dirige vers le royaume d'or. Cette fois, la jeune fille de ce royaume, la plus belle de toutes, accepte sa proposition, lui donne une pelote d'or et ils rebroussent chemin ensemble.

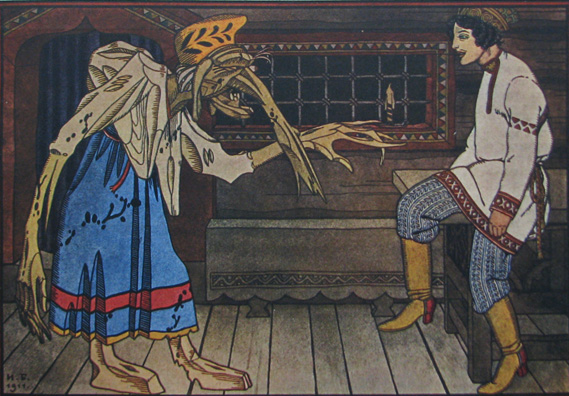
Baba Yaga et Ivachko (illustration de Ivan Bilibine)

Ils retraversent le royaume d'argent, puis le royaume de cuivre, emmenant à chaque fois son occupante avec eux. Arrivés au trou, Ivachko hèle ses frères pour qu'ils les hissent à la surface. Les frères font remonter les jeunes filles, mais à la vue de leur beauté, ils décident de les garder pour eux et font retomber Ivachko au fond du trou.
Ivachko reprend sa route en pleurant et rencontre un petit vieux barbu qui l'oriente vers une isba où est couché de tout son long un homme qui  pourra l'aider, et qui s'avère être une puissante Idole. Ivachko l'ayant implorée, l'Idole lui dit d'aller au-delà de trente lacs, où il rencontrera une baba Yaga dans sa maisonnette sur pattes de poule : elle possède un aigle qui pourra l'aider à regagner son monde. La baba Yaga accepte de lui confier l'oiseau pour qu'il le monte, mais l'avertit de toujours tenir à sa portée un morceau de viande pour le nourrir pendant le vol. Lorsque l'aigle a dévoré toute la viande, il arrache un morceau de la cuisse du héros, et s'engouffre alors dans le trou qui débouche en Russie, où il lui restitue et remet en place le morceau de cuisse. Ivachko rentre chez lui, reprend à ses frères la belle fille du royaume d'or et l'épouse.

## Deuxième version (71b)
Cette version, plus longue et plus complexe, a été recueillie dans l'oblast de Voronej par Vtorov, Afanassiev et Dahl. Le conte a été recensé également par I.A. Khoudiakov et par Vladimir Dobrovolsky.

### Résumé

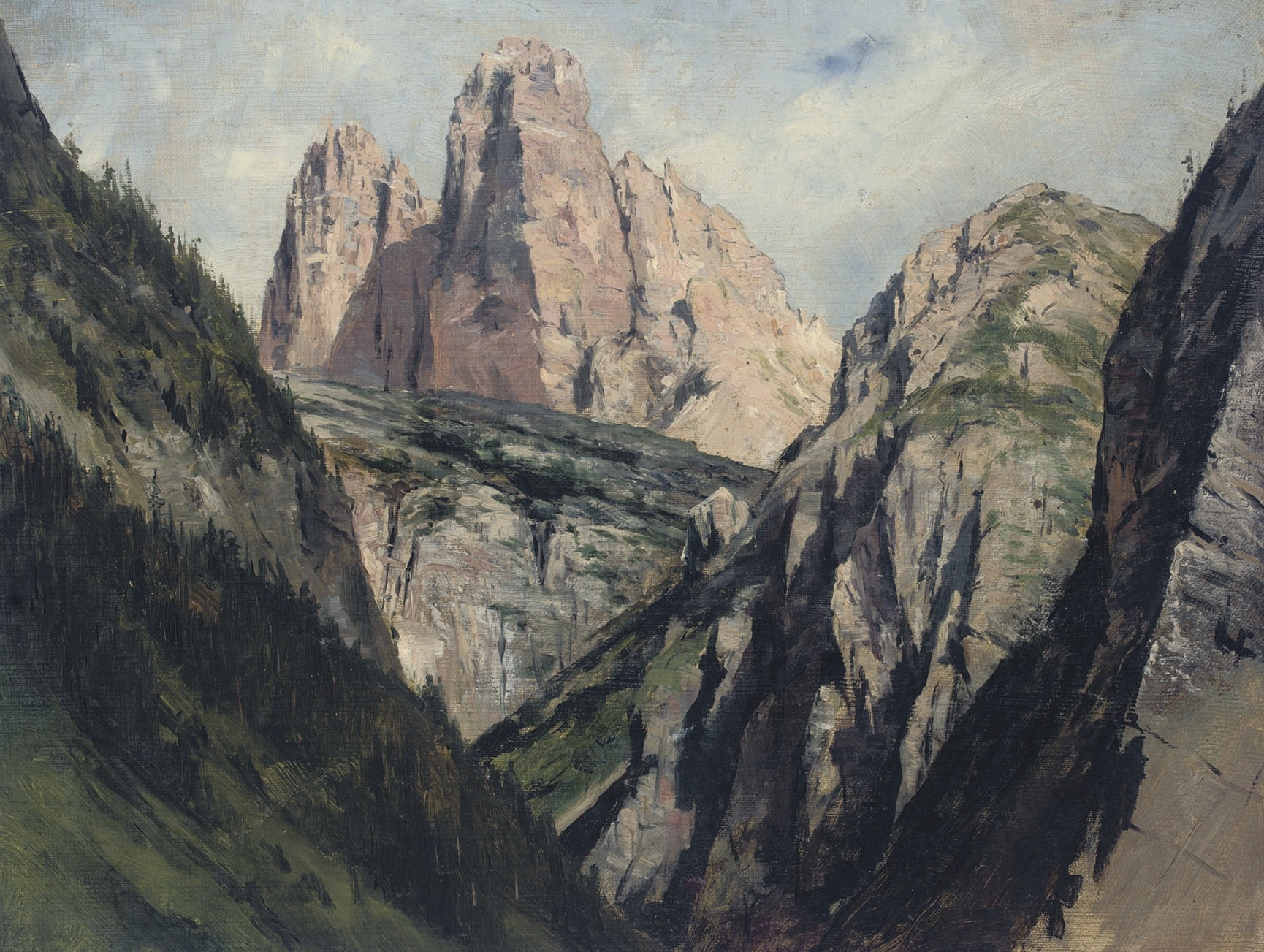
« ... une montagne escarpée, raide, haute à faire peur, et dont le sommet s'appuyait sur les nuages »
(Franz Roubaud, Le Col)

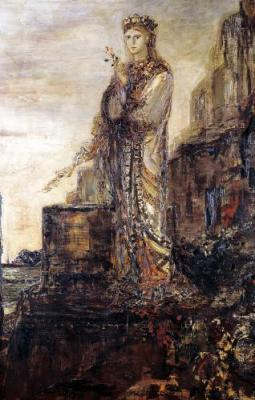
« ... on maria Ivan-Tsarévitch avec Hélène-la-Belle. »
(Gustave Moreau, Hélène sur les remparts de Troie)

Un tsar et une tsarine ont trois fils. Alors qu'elle se promène dans ses jardins, la tsarine, Anastasie à la tresse d'or, est enlevée par un Tourbillon (ou un Ouragan). Le tsar s'afflige, mais ce n'est que lorsque ses fils ont grandi qu'il les envoie à la recherche de la tsarine. Les frères aînés partent les premiers, et devant son insistance, le tsar finit par laisser partir également le plus jeune, Ivan Tsarévitch. Celui-ci rencontre un vieil homme vivant dans un somptueux palais, qui lui donne une boule qui doit le mener vers une grotte au pied d'une haute montagne. Chemin faisant, Ivan retrouve ses frères à qui il propose de l'accompagner. Suivant toujours la boule, ils arrivent à la grotte, où Ivan trouve comme annoncé des ongles de fer qui lui permettront d'escalader la montagne escarpée, tandis que ses frères l'attendront en bas.
Arrivé au sommet, Ivan se met en marche et parvient à un palais de cuivre gardé par des dragons, qu'il amadoue en leur donnant à boire. Il rencontre la reine du royaume de cuivre, elle-même prisonnière de l'Ouragan, à qui il explique sa quête ; elle lui donne un anneau de cuivre et une boule de cuivre qui le mènera jusqu'au royaume d'argent, tout en le priant de la délivrer à son retour. Ayant là encore calmé les dragons gardiens, Ivan y trouve la reine de ce royaume, sœur de la première et prisonnière elle aussi de l'Ouragan ; elle lui donne une boule d'argent qui le conduira au royaume d'or, en le priant elle aussi de ne pas l'oublier, ainsi qu'un anneau d'argent, qui « contient tout le royaume d'argent ». Le scénario se répète une fois encore avec la troisième sœur, Hélène-la-belle, reine du royaume d'or, qui cette fois l'oriente vers le palais du royaume de diamants où est retenue sa mère, la tsarine.
Celle-ci reconnaît son fils et lui montre, dans la cave du palais, deux cuves contenant, l'une l'eau de force, l'autre l'eau de faiblesse, qu'il convient d'inverser pour tromper l'Ouragan à son retour. Arrive l'Ouragan, qui se transforme en vaillant gaillard et menace de tuer Ivan ; mais ayant bu par méprise l'eau de faiblesse, il se fait couper la tête par le héros. Celui-ci, averti par sa mère, prend bien garde de ne pas frapper un deuxième coup, comme des voix l'y invitent pourtant. Ivan et sa mère, libre désormais, repartent à travers les trois royaumes, emmenant à chaque fois leur reine avec eux, jusqu'à la montagne au pied de laquelle les attendent les frères d'Ivan. Celui-ci fait descendre d'abord sa mère et les trois reines, mais à leur vue, les frères décident de les garder pour épouser les deux plus belles (prévoyant de donner la troisième à un général) et coupent la route du retour à Ivan.
Désespéré, celui-ci rebrousse chemin jusqu'au royaume de diamants. Il y trouve un pipeau, dont les sons font surgir un boiteux et un borgne, dotés de pouvoirs magiques et qui se mettent à son service. Ils le ramènent alors dans son pays natal. Ivan-Tsarévitch y rencontre un cordonnier qui accepte de le prendre comme apprenti. Grâce à l'aide du boiteux et du borgne, Ivan réalise pour lui des chaussures de grande classe. Cependant le mariage des reines avec les deux fils aînés se prépare. La reine Hélène, qui a remarqué les chaussures proposées par le cordonnier, lui en commande une paire somptueuse, sans lui donner sa pointure : il sera pendu s'il échoue. Grâce à Ivan et à ses acolytes, et malgré le désespoir du cordonnier qui se saoule en attendant la mort, les chaussures sont livrées à temps. Hélène lui commande alors aux mêmes conditions une robe de mariée royale, qui est réalisée de la même façon. Elle exige finalement que le royaume d'or apparaisse à sept lieues sur l'onde, relié par un pont en or entouré d'arbres merveilleux pleins d'oiseaux chanteurs. Le lendemain à l'aube, le palais, le pont, les arbres et les oiseaux sont là. Ivan se découvre alors et invite le tsar, la tsarine et la reine Hélène-la-belle, qu'il finit par épouser. Ses deux frères épousent les reines des royaumes d'argent et de cuivre, et le cordonnier devient général.

### Variantes

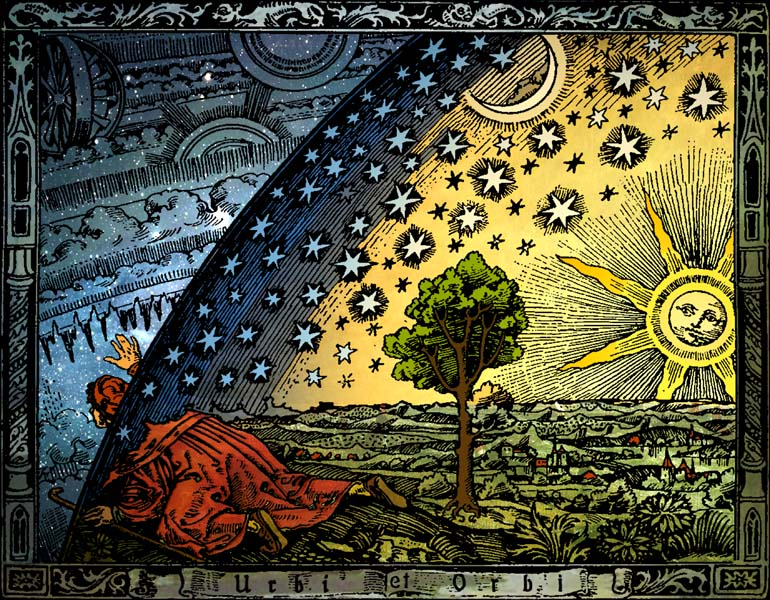
Universum, gravure sur bois coloriée par Hugo Heikenwaelder

Une autre version insiste plus longuement sur les combats avec les dragons ; le palais de diamants, où est retenue Anastasia, « tourne comme un moulin, de là on découvre l'univers entier, on peut y voir tous les royaumes et les pays aussi distinctement que dans la paume de la main » ; le borgne et le boiteux sont remplacés par « deux nègres » (два арапа).

## Troisième version (71c)
Le lieu de recueil de cette version est inconnu. Elle se distingue en faisant intervenir différentes espèces de personnages oiseaux (le Corbeau, la huppe, les filles-cygnes).

### Résumé

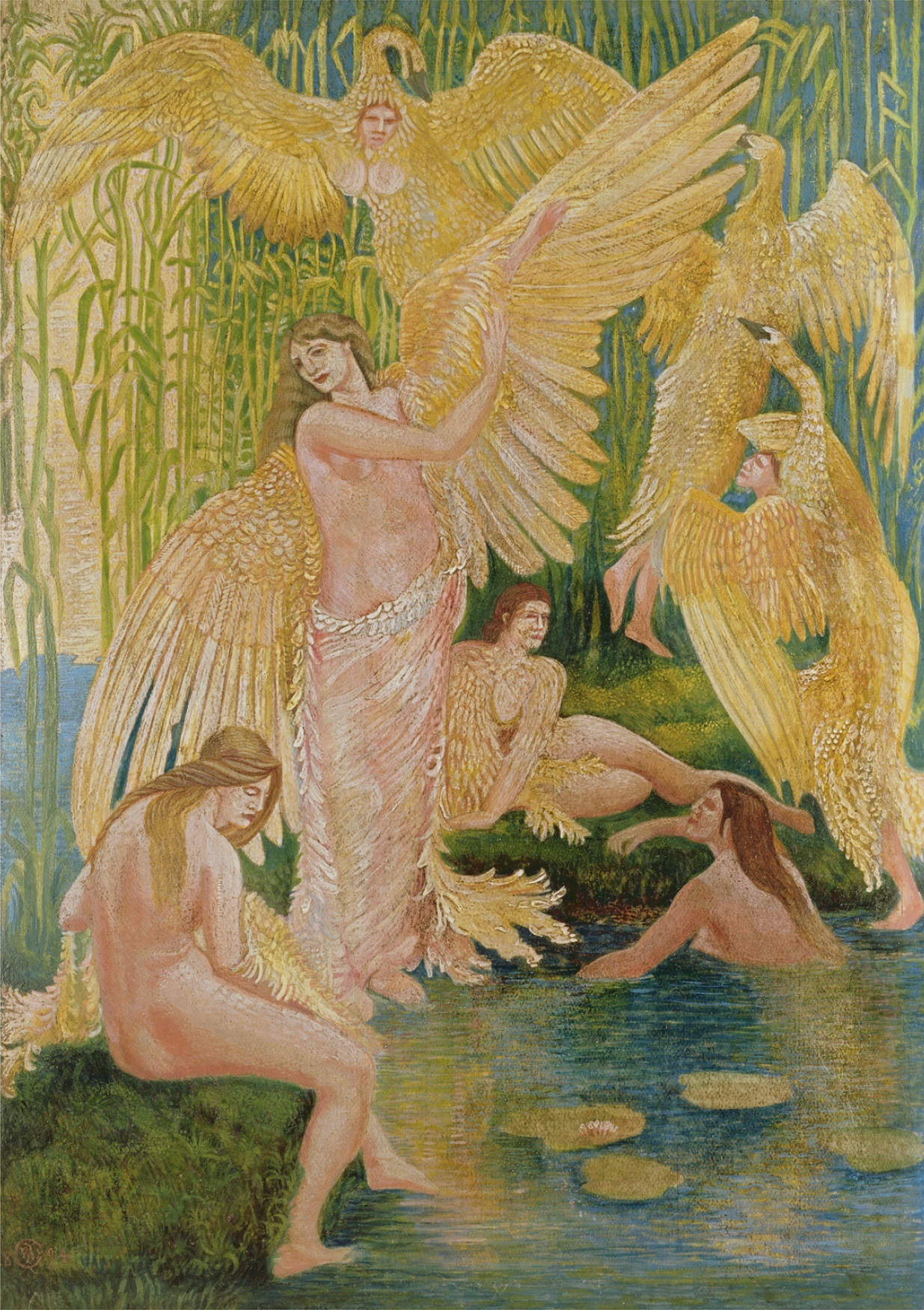
« Elles se défont de leurs habits et se jettent à l'eau. »
(Walter Crane, The Swan Maidens)

Au temps jadis (une sorte d'Âge d'or), vivaient un tsar appelé Gorokh (« le Pois »), son épouse Anastasie la Belle et leurs trois fils. La tsarine est enlevée par un esprit impur. Les deux premiers fils partent l'un après l'autre à sa recherche, mais ne réapparaissent pas. Le plus jeune, Ivan-Tsarévitch, part à son tour. Au bord d'un lac, il aperçoit trente-trois cygnes, qui se transforment en belles filles et vont se baigner. Ivan dérobe la ceinture de la plus belle et l'oblige à lui dire où est sa mère : elle se trouve chez le père de la jeune fille, Corbeau du Corbeau. Guidé par un oiseau d'argent huppé d'or, Ivan, qui retrouve ses frères en cours de route, parvient à une plaque de fer recouvrant une fosse, lieu de passage vers un autre monde. Ivan y descend par une échelle de corde, tandis que ses frères restent à l'attendre.
Ivan marche longtemps, jusqu'au royaume de cuivre, où il rencontre à nouveau trente-trois filles-cygnes. La princesse du royaume de cuivre, informée de sa quête, lui donne une pelote et l'envoie chez sa sœur cadette, princesse du royaume d'argent, non sans le mettre en garde contre la ruse du Corbeau, et lui demander de ne pas l'oublier. Au royaume d'argent demeurent là encore trente-trois filles-cygnes, brodant des toiles. La princesse l'envoie, muni d'une pelote, chez sa sœur cadette, qui s'avère être à la fois la princesse du royaume d'or, la plus belle des trente-trois filles-cygnes et la plus belle des trois princesses, et dont il tombe amoureux. Lui ayant elle aussi donné une pelote, elle l'envoie vers le royaume de perles, où est retenue la mère d'Ivan, et lui prodigue des conseils.

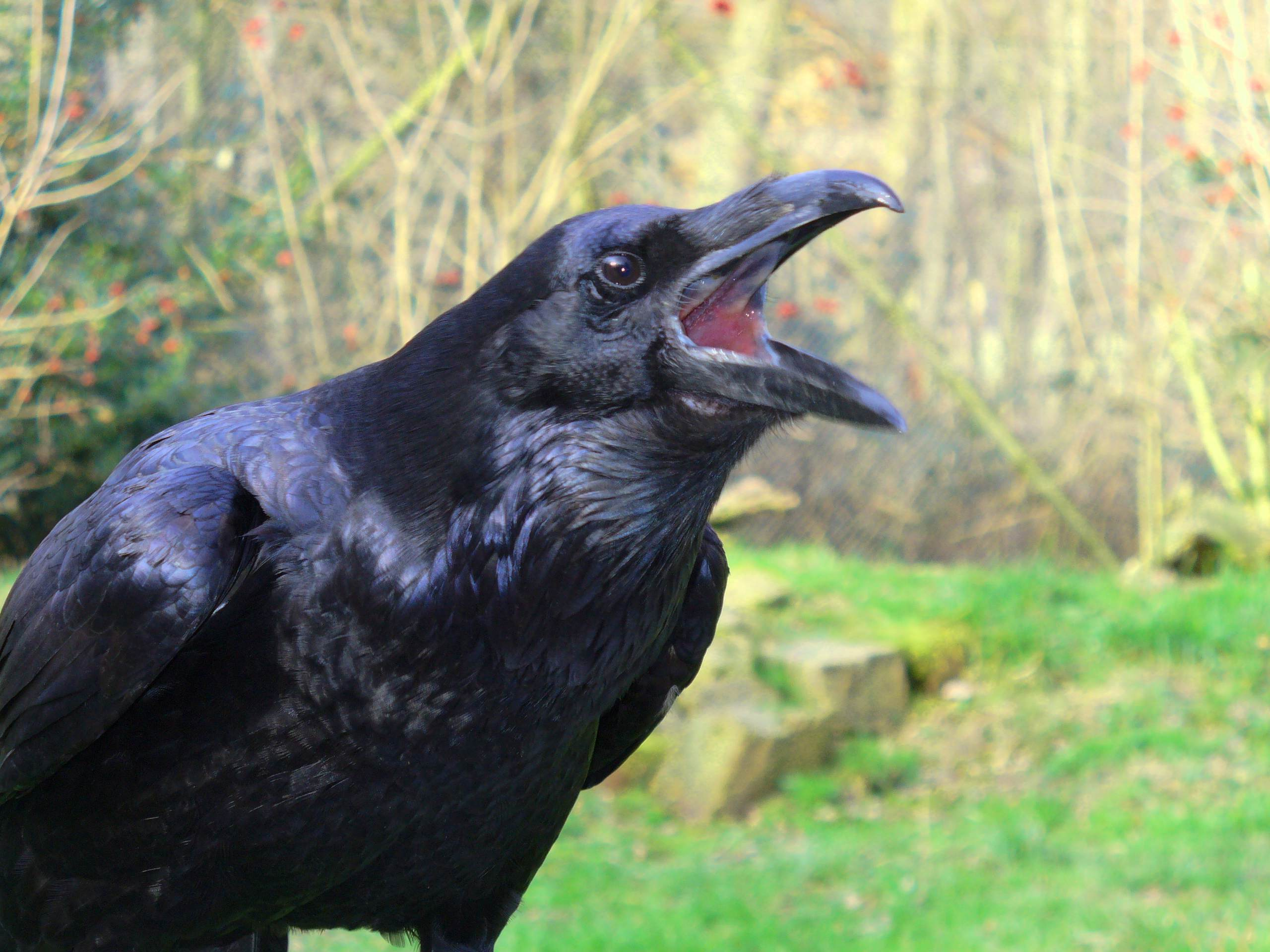
« Mes ailes, par pitié, ne les casse pas ! Prends plutôt ma plume magique ! »

La mère d'Ivan reconnaît son fils et l'accueille à bras ouverts. Toutefois, sur le conseil de la princesse, Ivan refuse le vin trop jeune offert et réclame de celui de trois ans d'âge, et en hors d'œuvre de l'écorce brûlée. Il change de place dans la cour les cuves d'eau de force et de faiblesse. Arrive à tire-d'aile Corbeau du Corbeau, qui se précipite avidement sur la cuve pleine d'eau de faiblesse. Ivan en profite pour sauter sur son dos et Corbeau l'entraîne dans les airs. Mais, Ivan menaçant de lui briser les ailes s'il ne lui donne pas sa plume magique, il finit par s'exécuter et « redevenu simple corbeau, s'envole par les montagnes escarpées ».
Ivan retrouve sa mère et ils prennent le chemin du retour à travers les trois royaumes, emmenant les trois princesses au passage. Chaque royaume à son tour se met en boule et roule à leur suite. Arrivés à l'échelle de corde, Ivan hèle ses frères qui hissent au jour leur mère et les princesses, mais se disputent pour la possession de ces dernières, et laissent retomber Ivan au fond du trou. Il reste six mois étendu sans connaissance.
Ayant repris conscience, Ivan frappe la plume magique contre terre, faisant surgir douze gaillards qui se mettent à son service. Il leur ordonne de le ramener à l'air libre.
Revenu dans son pays, Ivan apprend que ses frères ont épousé les princesses des royaumes de cuivre et d'argent ; sa bien-aimée ne voulant épouser personne. Le tsar, son père, décide de l'épouser lui-même, et dans ce but commence par faire exécuter sa femme, l'accusant de complicité avec l'esprit impur. La princesse exige qu'il lui fabrique d'abord des souliers sans prendre sa pointure, puis une robe sans prendre ses mesures : le tsar réalise ses souhaits grâce à Ivan, qui se présente comme le fils d'un vieux cordonnier et qui extrait les objets demandés du royaume d'or roulé en boule. La troisième exigence de la princesse est que le fils du cordonnier soit bouilli dans du lait. Ivan surmonte miraculeusement l'épreuve et en ressort plus beau qu'avant. La princesse prend à témoin le tsar : qui doit-elle épouser, lui, vieux et décrépit, ou ce beau et jeune gaillard ? Le tsar imagine de plonger lui aussi dans le lait bouillant pour redevenir jeune et beau, et périt ébouillanté. Ivan épouse la princesse du royaume d'or.

### Variantes
Deux variantes concernent le début du conte : le tsar fait proclamer à travers son royaume qu'il couvrira d'or celui qui retrouvera la tsarine. Dans une variante, deux généraux se proposent mais dépensent l'argent que le tsar leur a versé à se saouler, puis un simple soldat joue le rôle d'Ivan. Dans une autre, seul un marmiton, Ivan Souillon (Иван Затрубник, Ivan Zatroubnik), se propose. Il demande trois ans pour grandir et prendre des forces, pendant lesquels il s'entraîne à déraciner des arbres à la main, puis il part à la recherche de la tsarine.
Le recueil d'Afanassiev comporte un conte ukrainien intitulé La Bête Norka (Норка-зверь) dont toute la seconde partie rejoint l'intrigue générale du conte.

## Analogies

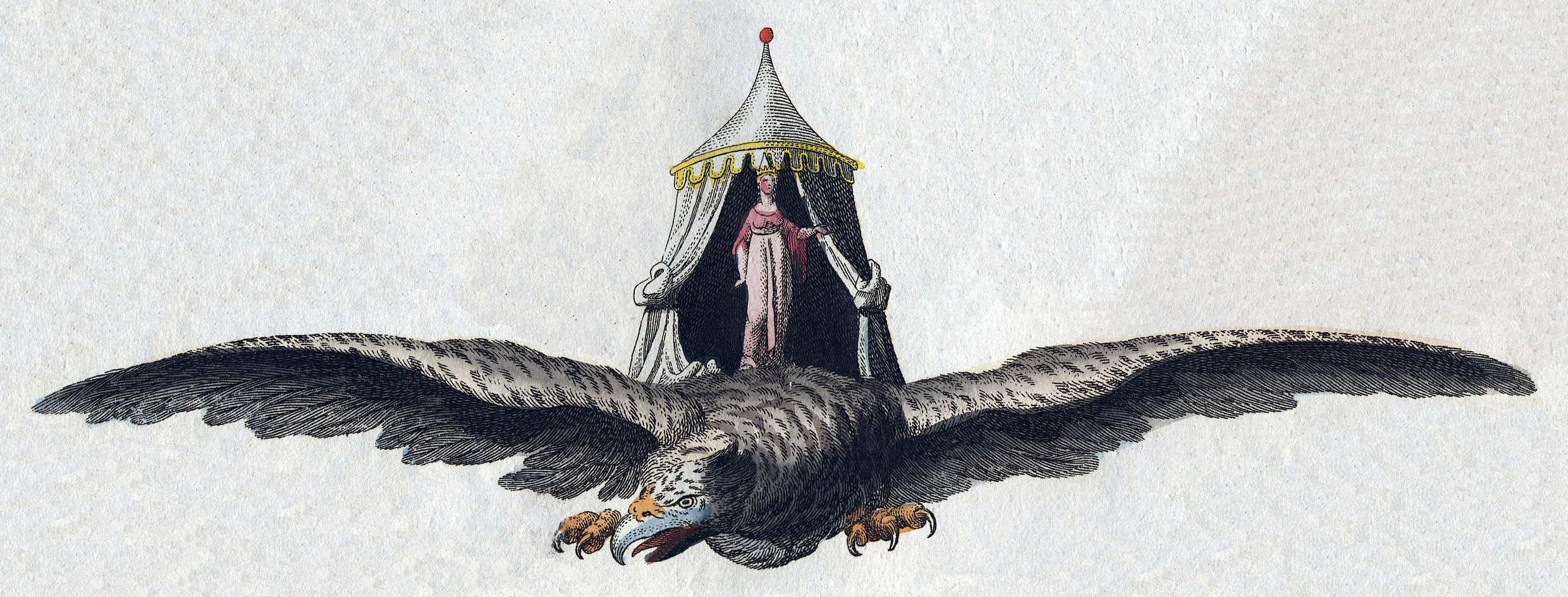
L'Oiseau Roc, selon Friedrich Justin Bertuch

- Un conte similaire, intitulé Les Trois Frères et retrouvé dans le journal manuscrit de l'orientaliste Antoine Galland, avait été recueilli par celui-ci auprès d'un Maronite ayant séjourné à Paris de 1709 à 1712. L'oiseau du conte y est l'Oiseau Roc. Cette version a migré plus tard jusque dans le Missouri et en Guadeloupe[18].
- Le conte de Grimm intitulé Hans-le-Fort (Der starke Hans, KHM 166) présente également le motif du héros abandonné dans un monde souterrain par ses deux compagnons (non pas ses frères, mais des géants qu'il avait rencontrés en route) après avoir fait remonter au jour une princesse prisonnière ; le ravisseur étant dans ce cas « un méchant nain ». Par ailleurs, un peu comme dans l'une des variantes recensées par Afanassiev, le héros, encore jeune, éprouve ses forces (face au chef des brigands), et après un premier échec, décide d'attendre « encore un an » avant d'effectuer une nouvelle tentative, cette fois-ci fructueuse.
- Un conte breton mentionné par François-Marie Luzel, Le Poirier aux poires d'or[19], évoque également trois royaumes – d'acier, d'argent et d'or – et trois princesses captives ; le motif du héros rejeté sous terre par ses frères, puis ramené au jour par un aigle, y figure également. La situation initiale (les fruits d'or volés dans le jardin du roi par un gros oiseau) est quant à elle quasi identique à celle du conte de L'Oiseau de feu (Jar-Ptitsa).

## Interprétations
Vladimir Propp, dans Les racines historiques du conte merveilleux (voir Bibliographie) étudie le motif des « trois royaumes » (ch.8.I.4). Selon lui, il s'agit d'une simple triplication du « royaume lointain » : comme celui-ci est souvent associé à l'or, les deux royaumes antérieurs se seraient vu associés au cuivre et à l'argent. Il rejette les tentatives de rapprochement avec le mythe des âges de l'humanité (âges d'or, d'argent, d'airain, de fer) mentionné par Hésiode. Faisant remarquer par ailleurs que des éléments habituellement associés à la sorcière se retrouvent incorporés dans le conte, il considère que les trois royaumes constitueraient une « formation intrinsèque du conte » et conclut que « nous n'avons pu trouver aucun matériau indiquant un lien entre ce motif et la mentalité ou les rites primitifs ».
Plusieurs détails des différentes versions du conte rappellent des traditions chamaniques. Mircea Eliade décrit, d'après Anochine d'une part, Potanine de l'autre, le rite chamanique de la descente aux enfers tel que pratiqué dans l'Altaï. Il mentionne notamment la nécessité de gravir une « Montagne de Fer (...) aux sommets touchent le ciel » avant de s'engager dans « un trou qui est l'entrée de l'autre monde ». Après avoir atteint son but, le chaman retourne sur la terre « en chevauchant non un cheval mais une oie » (à ce sujet, Eliade suppose qu'il s'agit d'une contamination du thème de la descente par celui de l'ascension ; il mentionne également, chez les Goldes un vol de retour effectué sur un oiseau mythique à long cou ; dans une note, il remarque que « dans le folklore sibérien, le héros est maintes fois porté par un aigle ou par un autre oiseau du fond de l'Enfer à la surface de la terre »). Selon lui, « les aventures du chaman dans l'autre-monde, les épreuves qu'il subit dans ses descentes extatiques aux enfers et dans ses ascensions célestes, rappellent les aventures des personnages des contes populaires et des héros de la littérature épique (...) ».